# Ichneumon infernalis
Ichneumon infernalis là một loài tò vò trong họ Ichneumonidae.